# Night Sky
Night Sky é uma série de televisão de drama e ficção científica criada por Holden Miller e Daniel C. Connolly para o Amazon Studios e Legendary Television. É estrelada por Sissy Spacek e J. K. Simmons. Será lançada em 20 de maio de 2022, no Amazon Prime Video.

## Premissa
O casal Franklin e Irene York descobrem um portal em seu quintal que leva a um planeta deserto.

## Elenco
- Sissy Spacek como Irene York
- J. K. Simmons como Franklin York
- Chai Hansen como Jude
- Adam Bartley como Byron
- Julieta Zylberberg como Stella
- Rocío Hernández como  Toni
- Kiah McKirnan como Denise
- Beth Lacke como Chandra
- Stephen Louis Grush como Nick
- Cass Buggé como Jeanine

## Produção
Night Sky é uma co-produção americana entre o Amazon Studios e Legendary Television, criada por Holden Miller e Daniel C. Connolly. O projeto foi anunciado em 21 de outubro de 2020. Em março de 2021, Sissy Spacek e Ed O'Neill foram confirmados no elenco. No mês seguinte, no entanto, O'Neill deixou o programa e foi substituído por J. K. Simmons. Em maio de 2021, Chai Hansen, Adam Bartley, Julieta Zylberberg, Rocío Hernández e Kiah McKirnan foram anunciados como integrantes do elenco. As filmagens começaram em junho de 2021 no estado de Illinois e incluem também cenas na cidade de Woodstock, Chicago, e nas aldeias de Frankfort, Wauconda e Island Lake. As gravações se encerraram em outubro de 2021.